# Mircea Ionescu-Quintus
Mircea Ionescu-Quintus (né le 18 mars 1917 à Kherson en République russe et mort le 15 septembre 2017 à Ploiești) est un homme politique roumain, membre du Parti national libéral, dont il est président de 1993 à 2001.